# Geschmackliche Schärfe

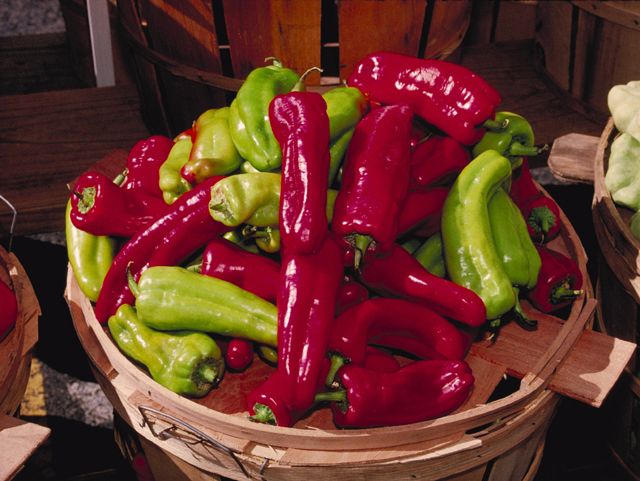
Chilischoten

Geschmackliche Schärfe wird ein Sinneseindruck von Schärfe im Mund-, Nasen- und Rachenraum genannt, der beim Verzehr bestimmter Lebensmittel durch Reizung von Wärme- und Schmerz-Rezeptoren der Schleimhaut hervorgerufen wird, die dem Nervus trigeminus zugeordnet sind. Diese trigeminale Wahrnehmung zählt nicht zum eigentlichen Geschmackssinn wie die gustatorischen Sinnesqualitäten süß, sauer, bitter, salzig und umami.
Da solchen Empfindungen von Schärfe keine tatsächliche Temperaturänderung zugrunde liegt, können auch kalt genossene scharfe Speisen als „heiß“ wahrgenommen werden. Doch schmecken scharf gewürzte Speisen umso schärfer, je heißer sie serviert werden. Ein Maß für geschmackliche Schärfe von Chili und Chiliprodukten liefert die Scoville-Skala. Gelegentlich werden auch hochprozentige Getränke als geschmacklich scharf bezeichnet – entsprechend ihrem Alkoholgehalt.
Stoffe, die in vergleichbarer Weise auf Kälte-Rezeptoren wirken, werden dagegen als „kühl“ wahrgenommen. So kann zum Beispiel der Frischeeffekt von Minzöl erklärt werden, der auch bei warmem Pfefferminztee eintritt, an kalten Speisen wie Pfefferminz-Eis aber deutlicher empfunden wird.

## Pharmakologische Wirkung

Strukturformel von Capsaicin, einem in Capsicum-Arten vorkommenden Stoff

Beim Kontakt mit der Haut reizen scharfe Stoffe bestimmte Rezeptoren (Nozizeptoren), indem sie rezeptoreigene Botenstoffe in ihrer Wirkung imitieren und dadurch ihre Aktivierung auslösen. Zum einen die Wärme-Rezeptoren, welche reflektorisch eine Erhöhung der Durchblutung und damit eine Erwärmung des Gewebes auslösen. Zum anderen reizt vor allem Capsaicin sehr spezifisch die Typ-C-Schmerzrezeptoren in der Haut. Die Stimulation sowohl der Wärme- als auch der Schmerzrezeptoren führt zu einer vermehrten Ausschüttung der Substanz P, welche als Neurotransmitter den Reiz über die afferenten Neuronen zum Rückenmark und Gehirn leitet.
Typische Scharfstoffe sind Säureamide wie beispielsweise das Capsaicin (Paprika-Arten, inklusive Chili und Pfefferoni) oder Piperin und Piperettin (Pfeffer), aber auch Senfölglycoside (Meerrettich, Gartenkresse) und das Gingerol (Ingwer).

## Gründe für das Essen scharfer Speisen
Zunächst scheint es unsinnig, Speisen scharf zu würzen, wenn dadurch Schmerzempfindungen ausgelöst werden. Der eigentliche Abwehrmechanismus gegen Fraßfeinde, den einige Pflanzen ausgebildet haben, wird aber ausgenutzt, um das Geschmacksempfinden zu erhöhen. Tatsächlich wirken die scharfen Anteile der Gewürze als Geschmacksverstärker: Die gereizten Rezeptoren in den Schleimhäuten werden besser durchblutet, somit auch die benachbarten Geschmacksnerven, welche dadurch wiederum empfindlicher für die eigentlichen Geschmacksrichtungen süß, sauer, bitter, salzig und umami sind.
Da hohe Schärfegrade zudem die Hautporen am ganzen Körper öffnen und damit das Schwitzen fördern, kann durch Essen scharfer Speisen auch die Körpertemperatur gesenkt werden. Dies ist möglicherweise ein Grund, warum gerade in Ländern mit warmem Klima gern scharf gegessen wird. Ein weiterer Grund, Speisen scharf zu würzen, ist die mit der Schmerzreaktion verbundene Ausschüttung von Glückshormonen (Endorphin), das sogenannte Pepper High. Scharfe Gewürze, vor allem Chili, gelten somit als eine Art Droge und wirken anregend.
Zusätzlich hemmen die Inhaltsstoffe vieler scharfer Früchte das Wachstum von Bakterien. Man kann vermuten, dass sich scharfes Würzen deswegen gerade in denjenigen Ländern verbreitet hat, in denen das Wachstum von Bakterien (also auch Krankheitserregern) durch das Klima besonders begünstigt wird.

## Geschichte
Pflanzen mit Teilen, die durch den Esser bzw. den Fraßfeind als scharf empfunden werden, haben anscheinend bei der Fortpflanzung einen evolutionären Vorteil gehabt. Die abschreckende Schärfe wird nämlich von Säugetieren, nicht aber von Vögeln wahrgenommen, zumindest im Falle des Capsaicin, das in Chili-Schoten enthalten ist. Das in Knoblauch enthaltene Allicin dient ebenfalls als Schutz vor Fressfeinden: Unter anderem Stare und verschiedene Würmer meiden Knoblauch. Aus Sicht der Pflanze ist es besser, wenn sie nicht von Säugetieren, sondern von Vögeln gefressen wird. Vögel zerbeißen die Samen der Früchte nicht und können sie auch nicht verdauen, darum werden sie wieder ausgeschieden, wodurch die Samen die Chance haben, zur Pflanze zu werden. Der Kot dient dann auch als Dünger für die Pflanze. Außerdem legen Vögel viel größere Strecken zurück als Säugetiere und können die Samen dadurch weiter verbreiten.
Menschen haben die als scharf empfundenen Teile von Pflanzen sowohl als Würze als auch als Heilmittel verwendet. Beispielsweise kommt in den Rezepten Apicius’, eines römischen Feinschmeckers aus dem 1. Jahrhundert n. Chr., Pfeffer vor. In Mittel- und Südamerika wurden schon vor 3.000 bis 6.000 Jahren die scharfen Urformen des Paprika domestiziert und verwendet. Bevor die ersten Paprikapflanzen durch die Fahrten Christoph Kolumbus’ nach Europa und später auch nach Asien kamen, wurde in der asiatischen Küche vor allem Ingwer als schärfendes Gewürz eingesetzt. In Europa war der aus Indien importierte Pfeffer sehr teuer, sodass die Früchte des Paprika als Pfefferersatz gehandelt und spanischer Pfeffer genannt wurden.

## Scharfe Gewürze und Pflanzen

### Pfeffer

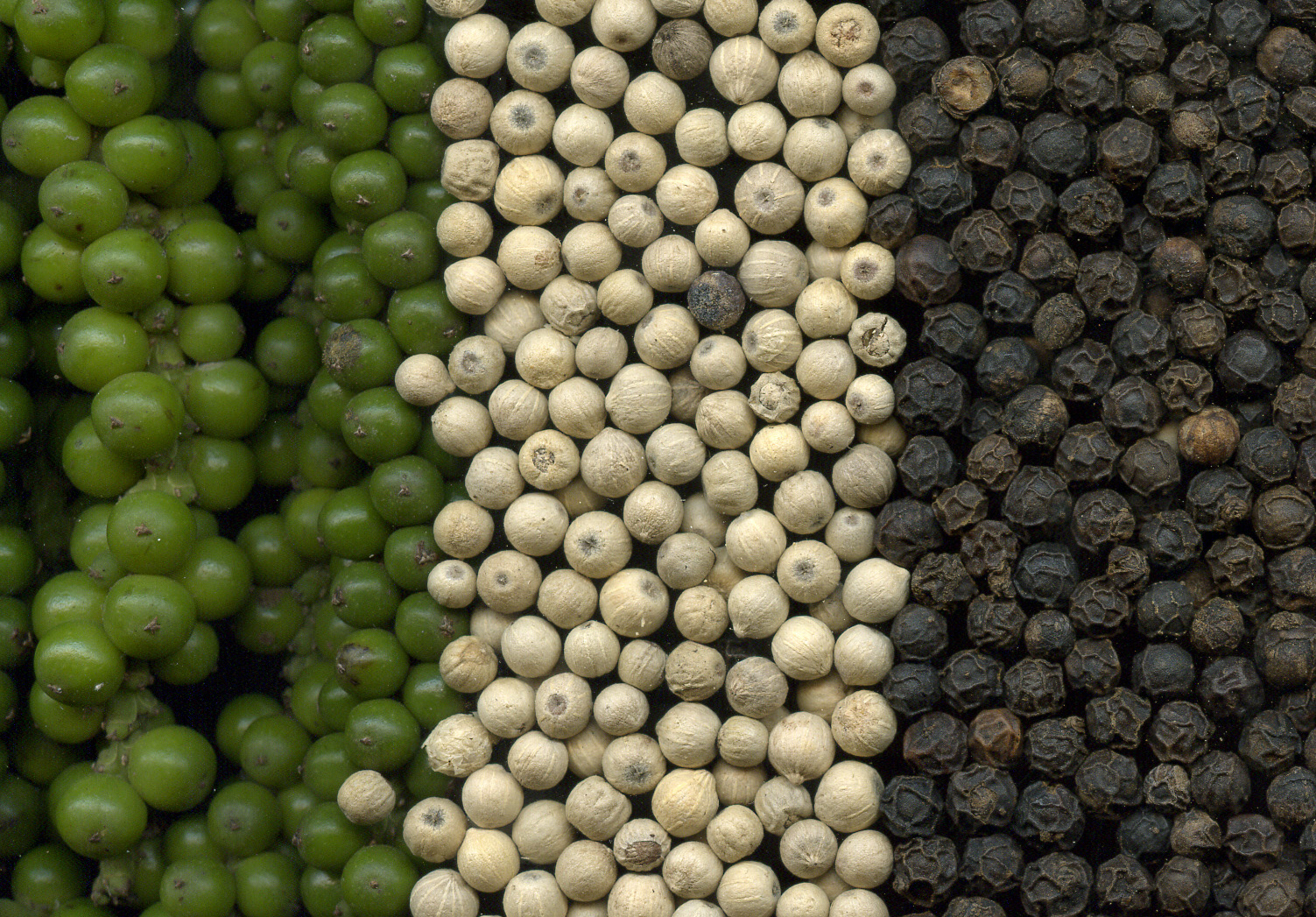
Grüne Pfefferfrucht, weißer und schwarzer getrockneter Pfeffer

Der Schwarze Pfeffer oder einfach Pfeffer (Piper nigrum) ist eine Pflanze aus der Familie der Pfeffergewächse (Piperaceae), deren Früchte ein durch das darin enthaltene Alkaloid Piperin scharf schmeckendes Gewürz liefern. Piperin wirkt weniger stark als das in der scharfen Paprika enthaltene Capsaicin, der Gesamtanteil aller piperinartigen Verbindungen in Pfefferkörnern liegt bei ca. 5 % – die dadurch verursachte Schärfeempfindung liegt in etwa im mittleren Bereich der Schärfeskala der scharfen Paprika.
Die oft mit Schwarzem Pfeffer in Pfeffermischungen verwendeten rosa Früchte (aus dem brasilianischen und dem peruanischen Pfefferbaum gewonnen) besitzen nahezu keine Schärfe verursachenden Inhaltsstoffe. Da sie geschmacklich dem Pfeffer relativ nahe sind, können Speisen assoziativ als schärfer empfunden werden.
Szechuanpfeffer ist ebenfalls nicht mit dem schwarzen Pfeffer verwandt. Für ihn charakteristisch ist der scharf-prickelnde Geschmack, der ein Gefühl der Taubheit auf Lippen und Zunge bewirkt. Im Chinesischen wird dieser Geschmackseindruck als má (麻) bezeichnet und von der gewöhnlichen Schärfe là (辣) unterschieden. Oft ist auch die Zeit, in der sich diese Schärfe entwickelt, deutlich länger als bei Pfeffer- oder Chilischärfe. Die für dieses Empfinden verantwortlichen Stoffe sind verschiedene Amide, die bis zu 3 % der Inhaltsstoffe der Samenkapseln ausmachen.

### Paprika, Chili

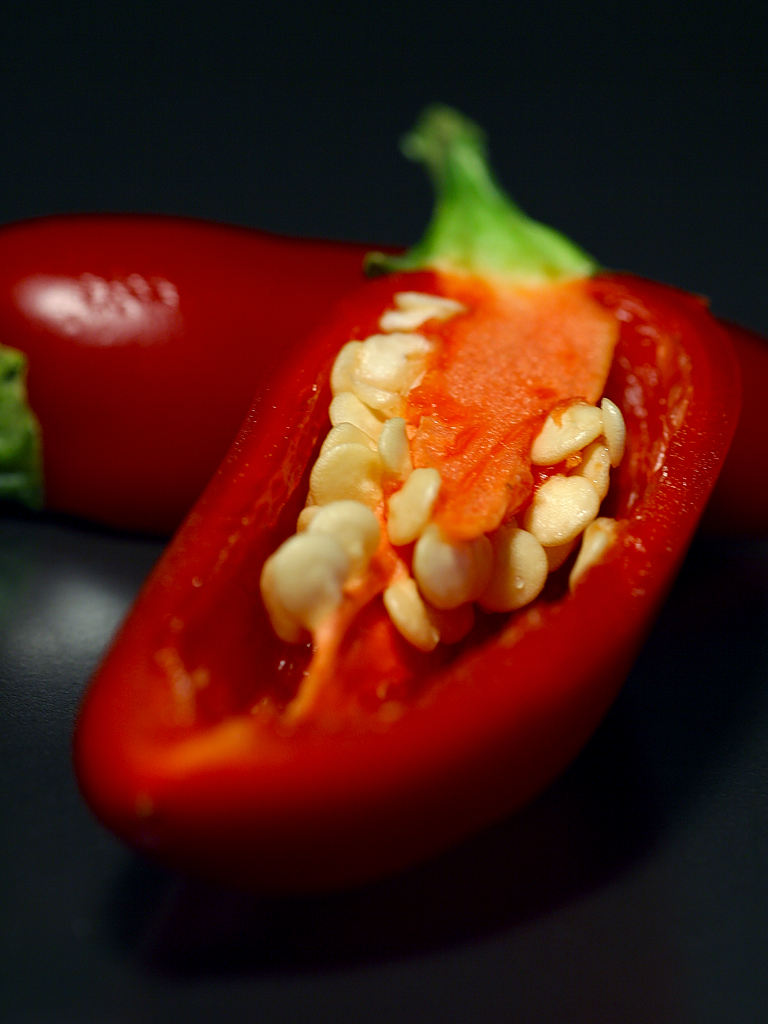
Rote Chili-Schote, aufgeschnitten

Die Schärfe der Paprika wird von Capsaicin und anderen Capsaicinoiden ausgelöst. Der Mensch ist in der Lage, Capsaicin noch in einer Verdünnung von 1 zu einer Million zu erkennen. Bekannt ist die Angabe der Schärfe der Paprika in Scoville-Einheiten (USA-Englisch: Scoville Heat Units - SHU, auch mit SCU für Scoville units). Gemüsepaprika z. B. hat üblicherweise zwischen 0 und 100 Einheiten, die bekannte amerikanische Tabascosauce hat 2.500–5.000 Einheiten und Habaneroschoten haben zwischen 100.000 und 500.000 Einheiten. Reines Capsaicin entspricht in etwa 16.000.000 Scoville, somit haben die schärfsten Chilis einen Capsaicingehalt von ca. 3 %. Durch chemisch-physikalische Konzentrierung können Chilisaucen oftmals noch höhere Capsaicinwerte erreichen. Ab einer gewissen Größenordnung spielen die Scoville-Einheiten keine Rolle mehr. Der menschliche Körper ist nicht mehr in der Lage, die Schärfe oberhalb eines Schwellenwertes (ca. 1.000.000 Scoville) zu unterscheiden. Unter dem Namen Blair’s 16 Million Reserve wurde bis Anfang 2014 als schärfste Chilisauce der Welt bezeichnetes reines Capsaicin in konzentrierter Lösung verkauft. Der Preis für 1 ml lag 2005 bei 199 $; im pharmakologischen Großhandel sind entsprechende Mengen deutlich günstiger erhältlich.
Der Versuch, die Wirkung von Chili durch Trinken von Wasser oder anderen Getränken zu mildern, ist zumeist vergebens. Obwohl die Rezeptoren für das Hitzeempfinden verantwortlich für die Wahrnehmung von Schärfe sind, bewirken Getränke außer einer Kühlung, die kurzfristig zu einer Besserung führen kann, zumeist eher eine Verteilung des Capsaicins und somit einen gegensätzlichen Effekt: nämlich ein noch stärkeres Brenngefühl. Die besten Methoden gegen Chilischärfe bestehen im Trinken von Milch oder dem Essen von Milchprodukten wie Käse oder Joghurt. Das in diesen Lebensmitteln enthaltene Fett löst das Capsaicin und mindert damit die Schmerzempfindung. Unter anderem deswegen sind vor allem Tex-Mex-Gerichte oft mit Käse überbacken. Ebenso verhält es sich mit Alkohol, auch dieser löst das Capsaicin. Eine andere Möglichkeit zur Schmerzlinderung ist das Essen von trockenem Brot. Hierbei wird der Speichel und somit auch das Capsaicin vom Brot aufgesogen und kann geschluckt werden, ohne weiter die Rezeptoren zu reizen.
Ebenso wie der Fettanteil einer Speise die durch Capsaicin verursachte empfundene Schärfe senken kann, kann Capsaicin in Konzentrationen um 4–16 mg/kg wiederum die wahrgenommene Süße von Lebensmitteln senken.

### Senf und Rettich

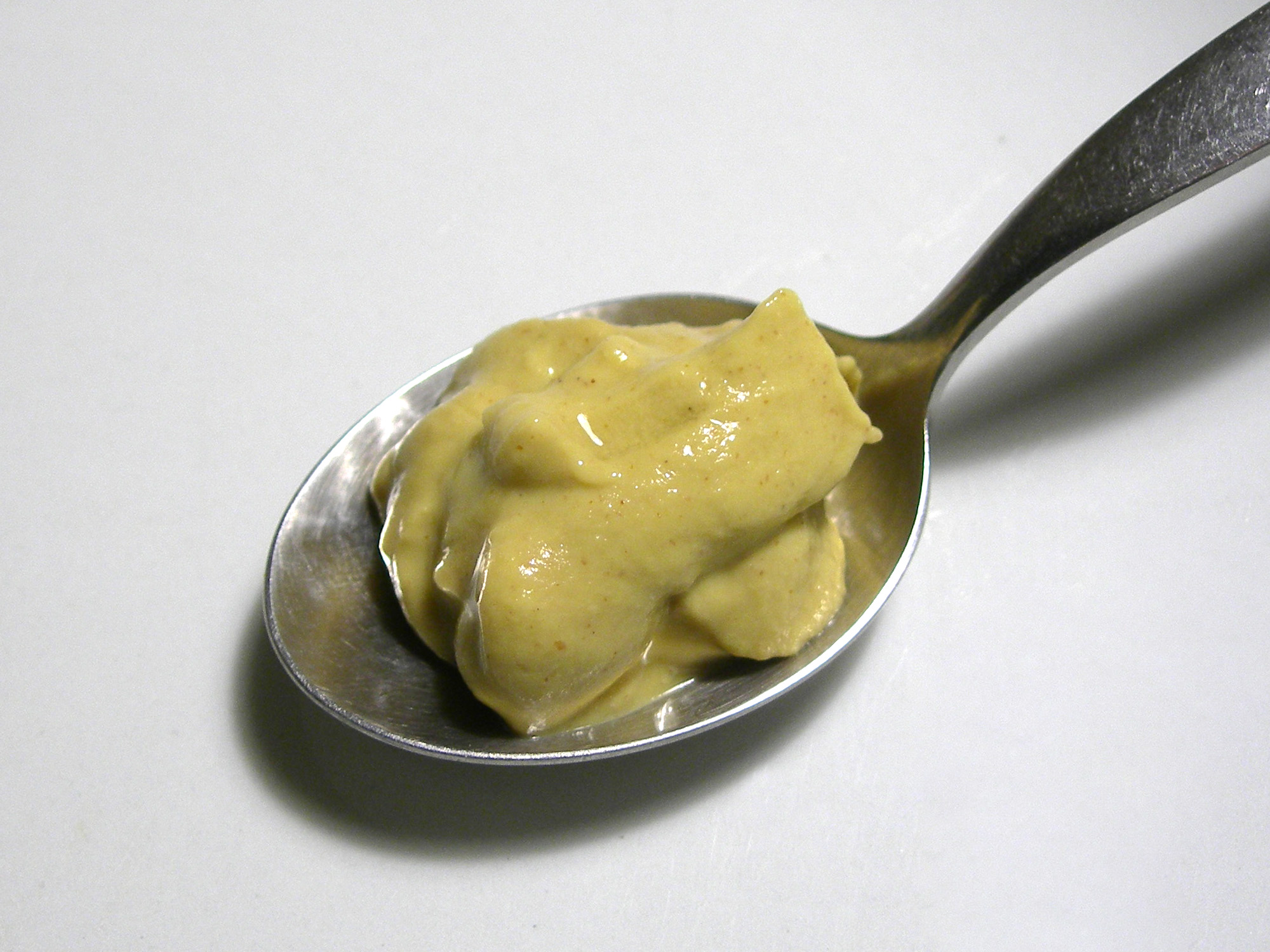
Dijon-Senf

Die Senf- oder Meerrettichschärfe entsteht durch Isothiocyanate. Diese flüchtigen Öle tragen dazu bei, dass die Schärfe von Senf oder Meerrettich „in die Nase steigt“.
Sinalbin ist ein Senfölglykosid, das unter anderem im Weißen Senf enthalten ist.
Schwarzer Senf schützt sich vor Fressfeinden durch einen einprozentigen Gehalt an Sinigrin, einer Verbindung des tränenreizenden, stechend riechenden und extrem scharf schmeckenden Allylisothiocyanats mit Glukose. Der typische Rettichgeschmack wird dadurch verursacht, dass bei Verletzung durch Bearbeitung oder Anbeißen aus dem in der Pflanze enthaltenen Senfölglykosid enzymatisch Allylisothiocyanat entsteht.
Auch in anderen Pflanzen, wie in Wasabi und einigen Kressearten wie Gartenkresse oder Brunnenkresse, sind Senfölglykoside enthalten und für eine Schärfewahrnehmung verantwortlich. Die nicht zu den eigentlichen Kressen gehörende Kapuzinerkresse hat es vor allem ihrem Senfölglykosid zu verdanken, dass sie ähnlich wie Kressearten schmeckt und ihnen oft zugeordnet wird. Wegen des leicht scharfen Geschmacks werden die Blätter und Blüten der Kapuzinerkresse oft für Salate verwendet.

### Knoblauch

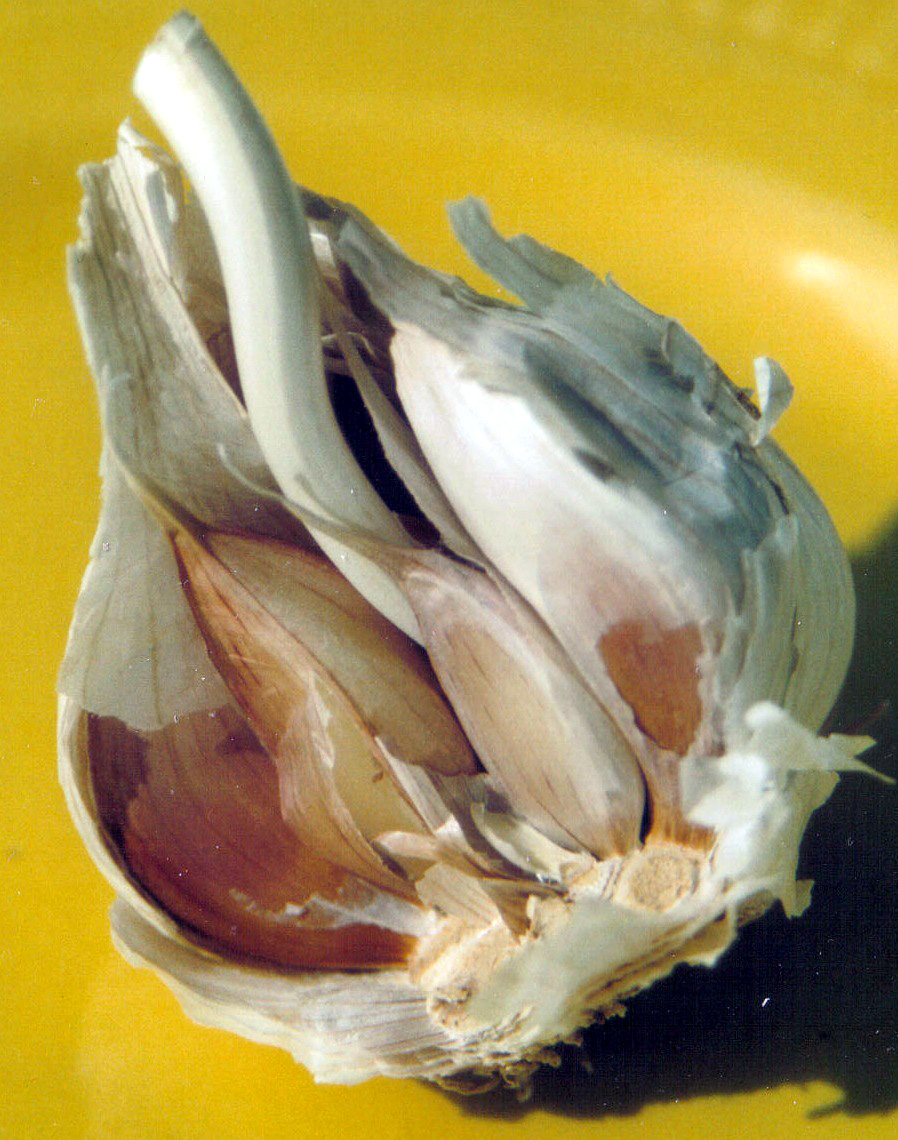
Knoblauchknolle

Alliin, ein Inhaltsstoff von Knoblauch

Auch die im frischen Knoblauch enthaltene Schwefelverbindung Allicin wirkt auf die Wärmerezeptoren im Mund. Da sich Allicin bei Hitze zersetzt, ist gebratener oder gekochter Knoblauch nicht scharf. Im Gegensatz zu anderen Stoffen wirkt Allicin sowohl auf die von Capsaicin als auch die von Allyl-Senf-Öl stimulierten Rezeptoren. Knoblauch wird jedoch in erster Linie wegen seines Geschmacks, nicht wegen der Schärfe in der Küche eingesetzt.

### Zwiebel
Die Schärfe der rohen Zwiebel hat ihren Grund in der bei Zerstörung der Zellwände einsetzenden Abspaltung von Propanthial-S-oxid aus Isoalliin durch ein zelleigenes Enzym. Das flüchtige und reaktive Propanthial-S-oxid verursacht auch die Tränenreizung.
Beim Zerschneiden einer Zwiebel zerstört ein stumpfes Messer wesentlich mehr Zellwände als ein sehr scharfes Messer. Mit scharfem Messer geschnittene Zwiebeln reizen somit weniger die Augen.

### Ingwer

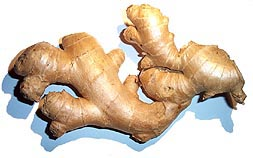
Ingwerrhizom

Strukturformel von Gingerol

Der Geschmack des Ingwers ist brennend scharf und würzig. Wesentliche Bestandteile sind dabei ein ätherisches Öl, Harzsäuren und neutrales Harz sowie Gingerol, Vanillylaceton und Shogaol, welche für den scharfen Geschmack des Ingwers verantwortlich sind.

### Weitere scharfe Gewürze und Pflanzen
- Piment
- Gewürznelke